# Trikonasana

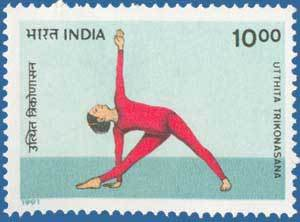
Estampilla india de 1991 mostrando la postura Utthita trikonasana

Trikonasana o Utthita Trikonasana (en sánscrito: उत्थित त्रिकोणासन, AITS: utthita trikoṇāsana) o postura del triángulo extendido es una asana de pie y flexión lateral a partir de una amplia separación de los pies. Es una postura de nivel intermedio en el yoga como ejercicio y en el hatha yoga.

## Etimología y origen
La palabra en sánscrito mayurasana se compone de dos palabras y significa 'postura del triángulo extendido': 
- Utthita (en sánscrito: उत्थित, AITS: utthita), que significa 'extendido'[3]

- Trikona (en sánscrito: त्रिकोण, AITS: trikoṇa), que significa 'triángulo' o 'que forma un triángulo'[4][5]

- Asana (en sánscrito: आसन, AITS: āsana), que significa 'postura'[6]

### Origen
La pose se describe por primera vez en el siglo XX, aparece como parte de las enseñanzas de Tirumalai Krishnamacharya y se encuentra en su libro Yoga Makaranda de 1934, y en las obras de sus estudiantes.

## Beneficios atribuidos
De acuerdo a B. K. S. Iyengar, «esta asana tonifica los músculos de las piernas, elimina la rigidez en las piernas y las caderas, corrige cualquier deformidad menor en las piernas y permite que se desarrollen de manera uniforme. Alivia los dolores de espalda y los esguinces de cuello, fortalece los tobillos y desarrolla el pecho».
Asimismo, junto a Garudasana, Uttanasana y Vatayanasana, es una postura recomendada para contribuir al manejo de la eyaculación precoz al fortalecer los músculos de la zona pélvica, tonificar los órganos del aparato reproductor masculino, mejorar la circulación en la región pélvica y desarrollar la capacidad de retener el líquido seminal.

## Estudios
Un estudio clínico del Instituto Indio de Ciencias realizado en Bangalore y publicado en 2018 buscó utilizar la postura de Trikonasana como una terapia para estimular mejor los músculos del tronco y los muslos, y también como herramienta de biorretroalimentación para ayudar en el entrenamiento y la rehabilitación. A partir de análisis de electromiografía de superficie (EMGs) en un sujeto masculino de 56 años de edad con experiencia previa se observó que los grupos musculares, como los músculos oblicuos externos del abdomen, el recto abdominal de la pierna delantera, y el glúteo mayor y el glúteo medio de la pierna trasera, experimentaron una activación importante durante una contracción isométrica mientras se realizaba la asana.
Otro estudio en Pune, India, publicado el 2019, se llevó a cabo para determinar el impacto de la práctica de asanas con el objetivo de comprobar si existe un efecto en la capacidad de equilibrio en personas de 60 a 75 años. Del grupo de muestreo de 40 personas, se eligieron 20 como grupo experimental (10 hombres y 8 mujeres) que llevó durante 4 semanas sesiones de 25 a 30 min en donde se ejercitaron las siguientes asanas paulatinamente: Tadasana, Virabhadrasana, Utkatasana, Vrikshasana, Trikonasana y Adho mukha svanasana; todas con la ayuda de una silla. El estudio concluyó que las yogasanas son efectivas para mejorar el equilibrio en personas de edad avanzada al final de cuatro semanas en comparación con el grupo de control.

## Contra posturas
Es importante repetir la postura desde el lado contrario. Otras contra posturas que se realizan son Uttanasana, Viparita Virabhadrasana, Paschimottanasana y Anjaneyasana.

## Contraindicaciones
Esta postura está contraindicada si se tiene una lesión o contracturas en la espalda, el cuello, las caderas o los hombros. También para mujeres gestante. No es recomendable tampoco si se tiene dolor de cabeza, migraña, diarrea, hernias, presión arterial baja, lumbalgia o ciática.